# Terara Network
Terara Network — ефіопська медіакомпанія, що базується в Аддис-Абебі. Головний журналіст компанії, який є її власником, — Тамерат Неґера. Компанія була заснована 26 вересня 2020 року Тамератом Неґерою на благодійні кошти, зібрані його другом Таріку Ґелетою.
Найстарший член компанії Тамерат Неґера, який є одночасно головним редактором і генеральним директором компанії, в минулому мав проблеми з правоохоронними органами, коли уряд заарештовував його на понад 4 місяці без висунення будь-яких звинувачень. Двоє інших журналістів Terare Network також були заарештовані ефіопською поліцією.
Головний редактор і засновник компанії Тамерат Неґера був звільнений під заставу за рішенням Верховного суду Оромії після більш ніж 3 місяців арешту без пред'явлення звинувачень.